# 麻雀レモンエンジェル
『麻雀レモンエンジェル』（まあじゃんレモンエンジェル）は、1990年に日本のホームデータから稼働されたアーケード用脱衣麻雀ゲーム。
アダルトアニメ『くりいむレモンシリーズ』（1984年 - 1988年）から派生したフジテレビ系テレビアニメ『レモンエンジェル』（1987年 - 1988年）のキャラクターが登場する作品。『レモンエンジェル』のメンバーである3名から1名を選択し麻雀を行い、勝利する事で対戦キャラクターが脱衣を行うシステムとなっている。
家庭用ゲーム機向けのゲームメーカーとして知られる同社が、脱衣麻雀メーカーであるホームデータの名前で活動していた頃の作品である。ゲームタイトルからも判るように、アニメ『レモンエンジェル』由来のゲームであり、同アニメに登場するキャラクター3名が対戦相手として登場する。なお、同作品登場の時代には日本物産などによって複数のアニメパロディ脱衣麻雀が発売されているが、本作はアニメ製作元のフェアリーダストから正式に許可を得て開発、発売されている数少ない脱衣麻雀作品である。
1994年にナグザットによってPCエンジンSUPER CD-ROM²に移植された。

## ゲーム内容

### システム
1人目の対戦相手は登場キャラクター3人の中から選択となっている。残り2人は1人目の選択によって自動選択となっている。
対戦相手を選択すると対局が始まる。麻雀部分のルールは、一般的な脱衣麻雀に見られる二人打ちで、アリアリ、ウラあり、槓ドラあり、槓ウラなし、不聴罰符1500点のシステムである。対戦相手には持ち点が設けられており、何人目かによって持ち点の初期値が決まる（1人目は30,000点、2人目は50,000点、3人目は70,000点）。同一対戦相手から5回上がることで勝利となる。相手をハコテンにした場合は2回上がったものとみなされ、相手の得点が初期値にリセットされる。また、プレイヤーには持ち点（1000点あるいはクレジット追加投入により30000点、対戦相手ごとにその点数にリセットされる）が設けられており、合計加失点が0点以下になればゲームオーバーとなる。
本作には待ち牌表示機能が設けられており、聴牌後、上がりボタンを押下することで待ち牌が表示されるようになっている。
対戦相手から上がるたびに脱衣演出となる。また、相手をハコテンにすると、最大2回分の脱衣演出が連続して行なわれる。
対戦相手から上がるたびにレモンポイントが1ポイント加算され、各局の冒頭でレモンポイントを消費することで使い切りタイプのイカサマ技の入手が可能である。イカサマ技の詳細は後述する。

### イカサマ技
本作のイカサマ技は、上がりのたびに1ポイント加算される「レモンポイント」を消費することで、使いきりタイプのイカサマ技を購入するというスタイルとなっている。その性質上、ゲーム開始直後は「レモンポイント」を持っていないため、イカサマ技を使用することはできない。
選べるツモ（1ポイント）
立直を行った後のツモ牌が海底牌までルーレット方式になり、ボタンで止めた牌が引き込まれる。ルーレットの出目順は決まっているが目押しは比較的困難。
リーチ棒戻れ（1ポイント）
立直を1回だけ取り消すことができる。
はいこーかん（2ポイント）
規定時間以内であれば何度でも1牌ずつ牌交換を行なうことができる。
りーち一発（3ポイント）
立直を行うと、一発でツモ上がり可能となる。
ロン封ーじっ（4ポイント）
相手が1局の間当たり牌を捨ててもロンしなくなる。
ドラですドラ（4ポイント）
ドラが3枚積み込まれる。
役満をねらえ（5ポイント）
役満色が見える配牌が積み込まれる。

## 登場キャラクター
アニメ『レモンエンジェル』に登場する3人が対戦相手となる。なお、アニメ『レモンエンジェル』の声を担当しているアイドルグループ「レモンエンジェル」の3人は、PCエンジン版発売以前（1990年）に既に解散しており、PCエンジン版ではそれぞれ別の声優が声を担当している。アーケード版ではレモンエンジェルの3人が声を担当している。
サクライ トモ
声 - 桜井智（アーケード版）／ 神崎レミ（PCエンジン版）
16歳。
エモト ミキ
声 - 絵本美希（アーケード版）／ 雪絵れな（PCエンジン版）
17歳。
シマ エリカ
声 - 島えりか（アーケード版）／南条ゆりか（PCエンジン版）
17歳。

## 移植版
| No. | タイトル             | 発売日        | 対応機種                | 開発元         | 発売元     | メディア | 型式     | 備考 |
| --- | -------------------- | ------------- | ----------------------- | -------------- | ---------- | -------- | -------- | ---- |
| 1   | 麻雀レモンエンジェル | 1994年2月25日 | PCエンジンSUPER CD-ROM² | マイクロニクス | ナグザット | CD-ROM   | NXCD3028 |      |

## スタッフ
- デザイナー：BOKU NO SEIJA,NAI
- ミュージック・ディレクター、サウンド・デザイナー：ENDODON
- ミュージック・アレンジ・コンポーザー：K.FUJI、T.NAKAJIMA

## 評価
PCエンジン版
ゲーム誌『ファミコン通信』の「クロスレビュー」では7・4・5・5の合計21点（満40点）、『電撃PCエンジン』では45・60・55・80の平均60点（満100点）、『PC Engine FAN』の読者投票による「ゲーム通信簿」での評価は以下の通りとなっており、19.5点（満30点）となっている。
| 項目 | キャラクタ | 音楽 | お買得度 | 操作性 | 熱中度 | オリジナリティ | 総合 |
| 得点 | 4.2        | 3.2  | 3.0      | 3.1    | 3.4    | 2.8            | 19.5 |